# Viva (agence)
L'agence Viva est une agence de presse photographique française fondée en 1972 par un groupe de huit photographes : Alain Dagbert, Martine Franck, Hervé Gloaguen, Claude Raimond-Dityvon, François Hers, Richard Kalvar, Jean Lattès et Guy Le Querrec, qui développèrent un projet novateur, remettant en cause la conception jusqu'alors quelque peu figée du photojournalisme.

## Historique
Laboratoire d'idées, cette structure atypique apparaît tel un ovni dans le paysage photographique français des années 1970. Elle regroupe au sein d'un collectif d'auteurs-artistes, des photographes marqués par les idées de Mai 1968 et concernés par leur environnement social, qui décidèrent de s'unir pour produire en commun des reportages en profondeur sur des sujets touchant la vie quotidienne et les grandes questions de société, en allant au-delà de l'actualité immédiate et en cherchant à prendre un certain recul par rapport aux événements. 
Leur curiosité envers la société des années troublées de l'après-Mai 1968 et une vision décalée, différente de celle des autres agences (Gamma, Magnum, Rapho, Sygma et Sipa) ont contribué, par le regard neuf porté sur leur époque, au renouvellement de la photographie de reportage. Sur le plan esthétique, les photographes de Viva ont cassé le cadre de l'image, inventant un « style Viva », qui sera imité par la génération de jeunes photographes suivante.
En 1973, Familles en France — un sujet proposé par François Hers — est le premier reportage collectif de l'agence qui en fera un véritable manifeste esthétique provoquant le départ de Jean Lattès. Ce sera, en fait, le seul véritable projet commun réalisé au sein de l’agence. Le regard que portent les photographes de Viva sur la famille se situe en opposition complète avec l’image stéréotypée de celle-ci habituellement diffusée dans la presse. En se concentrant sur le quotidien, les reportages ainsi réalisés proposent une réflexion sur la structure familiale, une structure alors en pleine mutation après Mai 1968. Ce travail collectif, qui ne répondait ni à une commande ni à une actualité fut mal accueilli par la presse. Échec commercial, il bénéficia en revanche de nombreuses expositions et d'une présentation aux Rencontres d'Arles.
En novembre 1973, la revue Reporter Objectif consacre la couverture et 42 pages du magazine à l'agence Viva sous le titre : « Viva une nouvelle école photographique. » Dans la présentation du dossier, le magazine décrit les photographes de Viva comme « les enfants terribles du reportage » et s'interroge sur « les raisons de ces jeunes photographes, d'être volontairement des marginaux. » Affirmant qu'ils « possèdent tous quelque chose de Diane Arbus et de Dorothea Lange, le magazine souligne que ces photographes ont inventé un style dans lequel « bien que dépouillées leurs images apparaissent énormément construites » et que « le regard qu'ils posent sur le monde qui nous entoure n'est pas toujours complaisant. »
L'agence Viva diffusera le travail de photographes extérieurs, tels que l'Américain William Klein, le Suédois Anders Petersen, le Britannique Homer Sykes ou le Néerlandais Koen Wessing  et intégrera, à la fin des années 1970 — après le départ de trois des fondateurs pour l'agence Magnum — de nouveaux photographes, comme François Le Diascorn, Michel Delluc, Jean-Pierre Favreau, Jean-Marc Zaorski, Jacques Minassian, Eddie Kuligowski, Esaias Baitel, Daniel Nouraud ou Yves Jeanmougin.
En 1978, Claude Dityvon, son épouse Christiane et Daniel Nouraud créent une nouvelle société Viva pour relancer l'activité de l'agence.
Victime de divergences internes et du désintérêt de la presse et de l'édition pour la photographie en noir et blanc l'agence Viva souffre. Claude Dityvon, son épouse Christiane et Daniel Nouraud décident alors de mettre fin aux activités de la société Viva. Le 23 juin 1982 un protocole d'accord est signé entre la société Viva SA en cours de transformation en Sarl sis 10 rue Saint-Marc à 75001 Paris et la société à responsabilité limitée et à capital variable l'agence de La Compagnie des reporters fondée en 1980 par Michel Puech, spécialisée dans la production de reportage en couleur. Au terme de cet accord, La Compagnie des reporters assurera jusqu'en 1986 la diffusion des archives des photographes de Viva. 
De 1982 à 1986, malgré le retrait de Claude Dityvon, des photographes comme Daniel Nouraud  François Le Diascorn, Michel Delluc, Jean-Marc Zaorski, Claude Pauquet, Jacques Minassian, Jean-Pierre Favreau, Jean-Louis Courtinat, Roberto Battistini ou Yves Jeanmougin continueront à collaborer à l'agence Viva-Compagnie des Reporters. Deux travaux collectifs seront réalisés : l'un sur la jeunesse et l'autre à l'occasion de la victoire du tennisman Yannick Noah à Roland-Garros.
Fin 1986, l'agence Viva-Compagnie des reporters en faillite, sera rachetée par l'agence NS Rush, elle-même objet d'une opération financière... Ce sera la fin du nom Viva dans le domaine de la photographie.